# Raptor (rapper)
Mário Boavida (11 de setembro de 1985 - 13 de abril de 2010), mais conhecido pelo seu nome artístico Raptor, foi um rapper e produtor musical português.
Durante a sua carreira de aproximadamente 10 anos, lançou dois álbuns: Primeira Etapa (2005) e Pontos nos iis (2009). Era considerado uma das principais revelações do Hip Hop Tuga, sendo que já havia trabalhado ao lado de artistas como Sam the Kid, Melo D e Dama Bete.
Faleceu a 13 de abril de 2010, vítima de uma crise asmática. Na altura da morte frequentava o 3º ano do curso de direito na Universidade de Lisboa. A sua morte foi anunciada por diversos amigos no Facebook.

## Discografia
- Primeira Etapa (2005)
- Pontos nos iis (2009)